# Сантри (река)

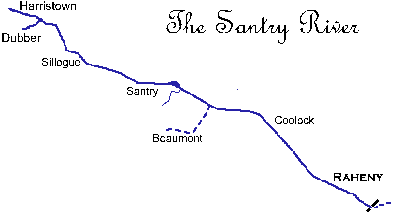
Набросок, показывающий движение реки по Дублину

Сантри (англ. Santry, ирл. Abhainn Sheantraibh) — река на севере Дублина (протекающая также по его одноимённому пригороду, Сантри). В последние годы было отмечено несколько случаев загрязнения реки промышленными стоками и строительными отходами.